# Instrument de suflat din alamă

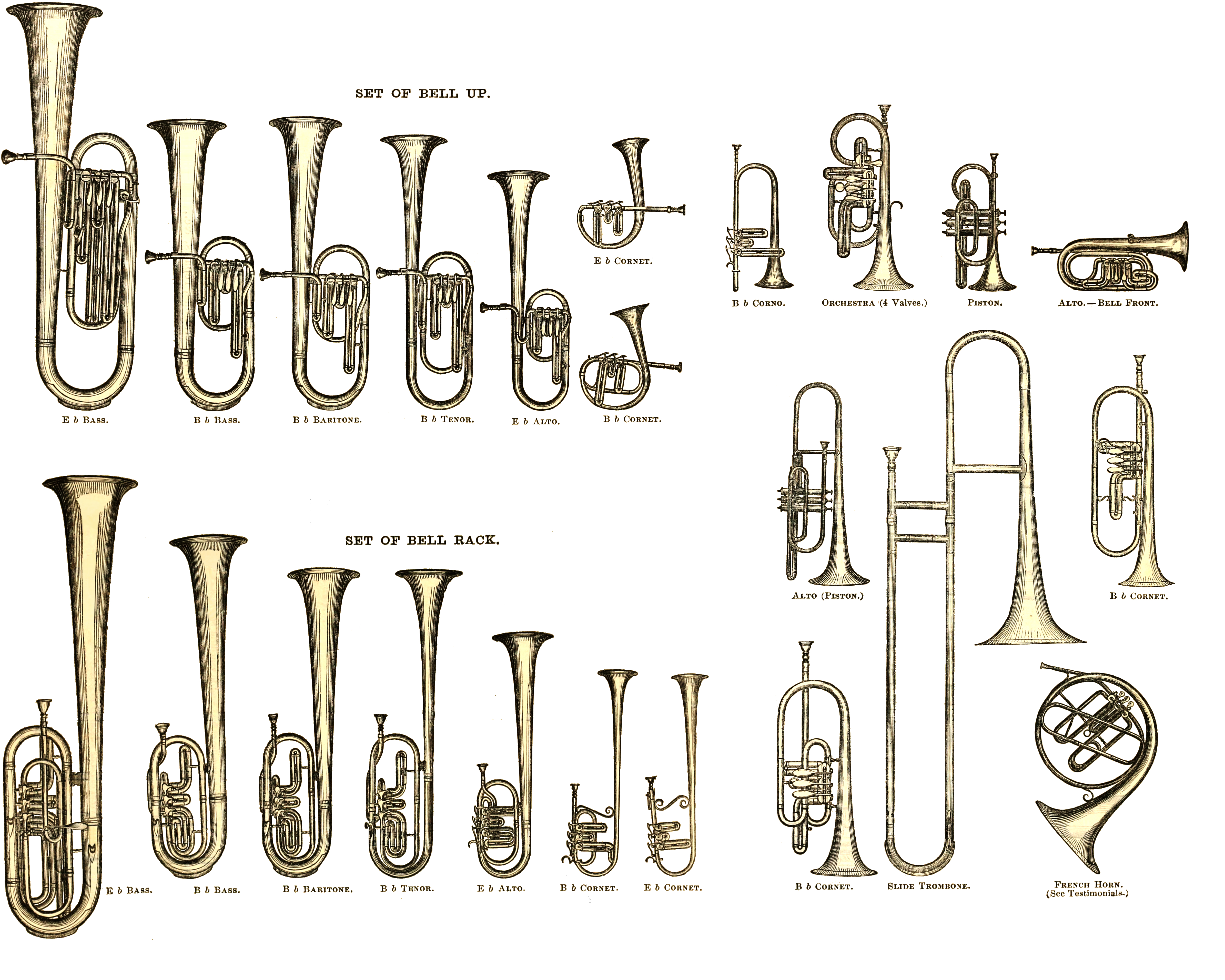
Instrumente de suflat din alamă, catalogul refăcut Boston 1869

Instrumentele de suflat de alamă (denumite și „alămuri”) sunt o categorie de instrumente muzicale.

## Generarea sunetului
Instrumentele sunt activate prin suflu cu buzele plasate pe sau într-o ventuză elastică (embușură) care este pusă astfel în vibrație.
Spre deosebire de instrumente de suflat din lemn, intensitatea suflului este crucială și, înainte de inventarea valvelor în anii 1814-1815 de H. Stolzel și F. Bluhmel, a fost singurul mod de interpretare a unei melodii la un astfel de instrument, notele accesibile fiind, în plus, limitate la rezonanțele „naturale” ale cavitații. Din acest motiv, un instrument de suflat din alamă nu poate fi utilizat din principiu cu un flux constant de aer (ca un cimpoi sau o orgă).

## Cavitatea rezonantă
Istoric, cavitatea rezonantă a fost fabricată din alamă deoarece acest material este ușor pliabil, lucru necesar în obținerea formelor complexe care caracterizează această familie de instrumente.
Cavitatea rezonantă amplifică sunetul generat de embușură. Un sistem de trei sau patru valve (rotative sau cu piston) modifică lungimea coloanei de aer puse în vibrație și, prin urmare, frecvența de rezonanță a cavității. Valvele permit un instrument cu un registru mai complet deoarece șase combinații de apăsare ale acestora corespund celor șase note cromatice între a doua și a treia armonică.
Instrumentele de suflat din alamă au toate armonicele (pare și impare).

## Exemple
Pentru exemple de instrumente de suflat din alamă, vedeți Instrument muzical.